# Csanádalberti
Csanádalberti là một thị trấn thuộc hạt Csongrád, Hungary. Thị trấn này có diện tích 15,32 km², dân số năm 2010 là 455 người, mật độ 30 người/km².